# Віфороаса
Віфороаса (рум. Viforoasa) — село у повіті Муреш в Румунії. Входить до складу комуни Финтинеле.
Село розташоване на відстані 243 км на північний захід від Бухареста, 22 км на південний схід від Тиргу-Муреша, 100 км на схід від Клуж-Напоки, 106 км на північний захід від Брашова.

## Населення
За даними перепису населення 2002 року у селі проживали 877 осіб.
Національний склад населення села:
| Національність | Кількість осіб | Відсоток |
| -------------- | -------------- | -------- |
| угорці         | 794            | 90,5%    |
| цигани         | 63             | 7,2%     |
| румуни         | 20             | 2,3%     |

Рідною мовою назвали:
| Мова      | Кількість осіб | Відсоток |
| --------- | -------------- | -------- |
| угорська  | 795            | 90,6%    |
| циганська | 63             | 7,2%     |
| румунська | 19             | 2,2%     |